# Teucholabis homilacantha
Teucholabis homilacantha är en tvåvingeart som beskrevs av Alexander 1968. Teucholabis homilacantha ingår i släktet Teucholabis och familjen småharkrankar.
Artens utbredningsområde är Ecuador. Inga underarter finns listade i Catalogue of Life.